# Tsuka

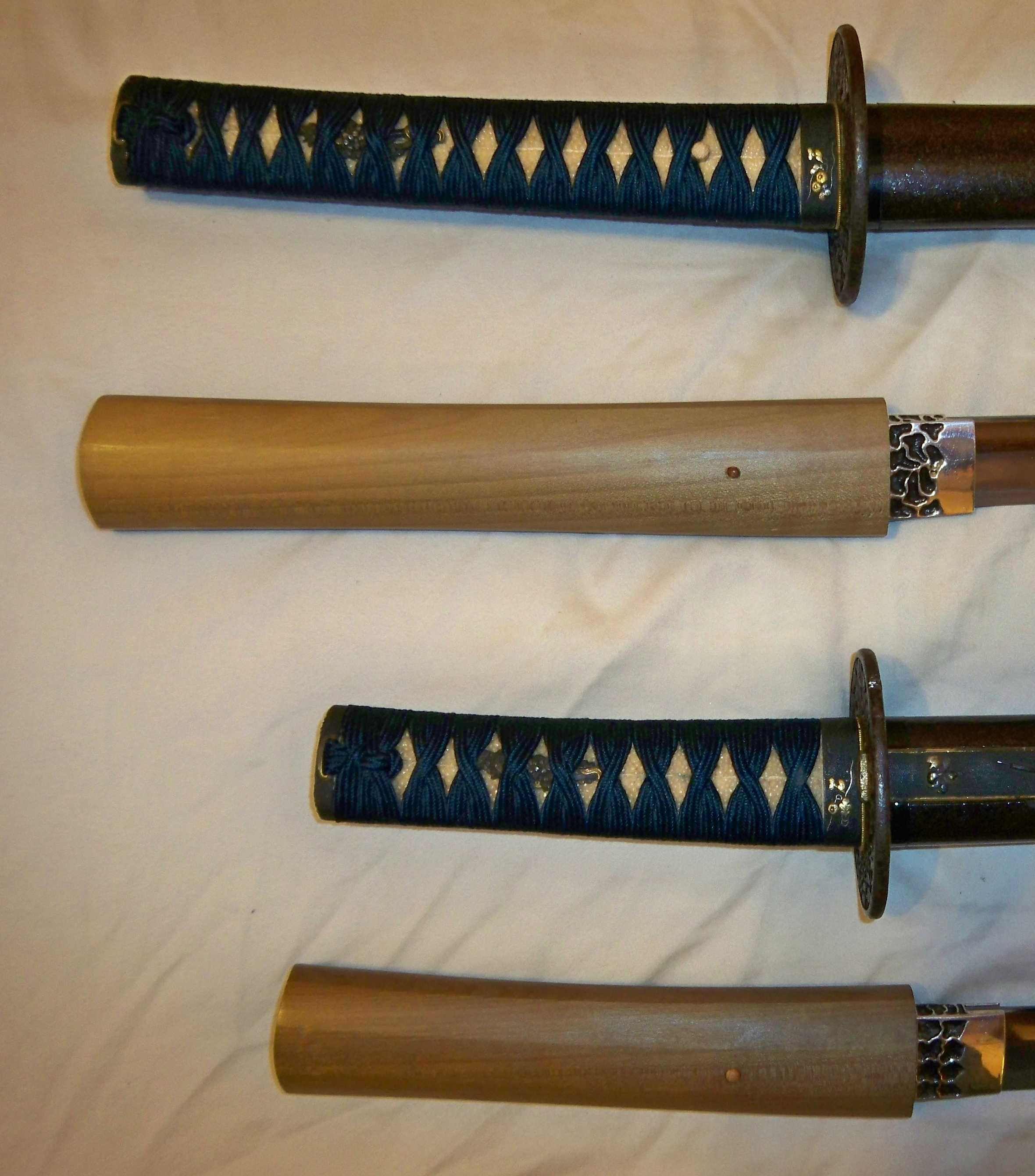
Daisho tsuka

Se conoce como tsuka a la empuñadura de las katanas o sables japoneses. Esta puede estar constituida por madera dura tallada o cubierta por piel de raya o tiburón y, sobre esta, ornamentada con pequeñas piezas métalicas de oro, plata o bronce con grabados míticos japoneses (menuki). 
Para sostener los menuki, y si tiene piel de raya o tiburón, se amarra una trenza como es tradición, de algodón o cuero, que permite además tener un mejor control y agarre de la empuñadura. En sus extremos posee unas piezas métalicas llamadas fuchi la superior y kashira la inferior, los cuales pueden presentar grabados ornamentales y sirven para sostener la trenza de cuero o algodón (ito). El largo de la tsuka se dice que debe ser igual al largo del antebrazo del poseedor de la espada.